# Louis Darmanin
Louis Anthony Darmanin (Sliema, 19 novembre 1908 – 16 luglio 1995) è stato un pallanuotista maltese.
Ha fatto parte di Malta, che ha partecipato ai Giochi di Amsterdam 1928.
Ha giocato tre partite durante questo torneo, rispettivamente contro Lussemburgo, Francia e Stati Uniti, senza segnare alcun gol.